# Lea Wolfram
Lea Louisa Wolfram (* 19. Juni 1992 in Berlin) ist eine deutsche Schauspielerin und Tänzerin.

## Biografie
Lea Wolfram wurde 1992 in Berlin geboren und begann im Alter von sechs Jahren, Orientalischen Tanz zu lernen. Im Zirkus trat sie mit Akrobatik und am Trapez auf. Als Tänzerin ging sie mit der Berliner Band 17 Hippies auf Tournee. Ihre ersten Erfahrungen vor der Kamera machte Wolfram mit Werbespots. Bislang trat sie hauptsächlich in Fernsehproduktionen auf.

Bekannt wurde sie durch ihre Rolle der Lilly Hauser in der ZDF-Serie Unser Charly. Von 2009 bis 2012 nahm Wolfram Musical- und Schauspielunterricht.

## Filmografie
- 2007: Lilys Geheimnis (Fernsehen)
- 2008–2012: Unser Charly (Fernsehserie)
- 2009: Zurück zum Glück
- 2010: Jugendliebe
- 2010: MEK8 (Fernsehserie, Folge Sweet Dreams)
- 2011: Nemez
- 2011: Salzwasser (Kurzfilm)
- 2011: This Ain’t California
- 2013: Himmelstor (Kurzfilm)
- 2013: History of now
- 2014: Bild von ihr
- 2015: Coke. Champagne. & Cigarettes.
- 2019: Effigie – Das Gift und die Stadt
- 2020: Inga Lindström: Liebe verjährt nicht
- 2022: SOKO Wismar (Fernsehserie, Folge Körperkult)
- 2023: Rosamunde Pilcher: Liebe ist die beste Therapie (Fernsehreihe)
- 2023: Mordach – Tod in den Bergen
- 2024: Inga Lindström: Spinnefeind